# 宮崎県立日南高等学校
宮崎県立日南高等学校（みやざきけんりつ にちなんこうとうがっこう）は、宮崎県日南市大字星倉に所在する公立の高等学校。

## 概要
歴史
1918年（大正7年）創立の高等女学校「宮崎県立飫肥高等女学校」と、1920年（大正9年）創立の旧制中学校「宮崎県立飫肥中学校」を前身とする。1948年（昭和23年）の学制改革で、両校が統合され新制高等学校「宮崎県立飫肥高等学校」が発足。現校名になったのは1950年（昭和25年）。旧制中学校の創立した1920年（大正9年）を創立年としており、2020年創立100周年を迎えた。

設置課程・学科
全日制課程 普通科
- 探究科学コース - 難関国公立大学および医学部・歯学部・薬学部進学希望者を対象とする。
- 普通コース

校訓
「EXCELSIOR」（エクセルショー）
校章
海の波を図案化したものを背景にして、中央に「高」の文字を置いている。
校歌
作詞は矢野不二男、作曲は園山民平による。歌詞は3番まであり、各番に校名の「日南」と校訓の「エクセルショー」が登場する。
同窓会
「黒潮同窓会」と称している。

## 沿革
旧制中学校時代
- 1920年（大正10年）2月 - 「宮崎県立飫肥中学校」（旧制中学校）が開校。初代校長に山本耕造が就任。
  - 定員を200名、入学資格を尋常小学校を修了した12歳以上の男子、修業年限を5年（現在の中1から高2に相当）とする。
- 1922年（大正12年）
  - 1月 - 南那珂郡吾田村に移転。
  - 4月 - 本校と武道場が完成。
- 1923年（大正13年）1月 - 普通教室が完成。
- 1930年（昭和5年）10月 - 図書館が完成。
- 1936年（昭和11年）11月  - 温室が完成。
- 1941年（昭和16年）
  - 4月 - 中等学校令の施行により、この時の入学生から修業年限が4年（現在の中1から高1に相当）となる。
    - 同年施行された国民学校令により、入学資格が国民学校初等科を修了した12歳以上の男子に変更された。

  - 12月 - 普通教室を増築。
- 1944年（昭和19年）4月 - 教育ニ関スル戦時非常措置方策により、中等教育令施行前に入学した在校生（新3・4年生）にも修業年限4年が適用されることとなった。
- 1946年（昭和21年）4月 - 修業年限が5年となる（ただし4年修了時点で卒業することもできた）。
- 1947年（昭和22年）4月1日 - 学制改革（六・三制の実施）が行われる。
  - 旧制中学校の募集を停止。
  - 新制中学校を併設し（以下・併設中学校）、旧制中学校1・2年修了者を新制中学校2・3年生として収容。
  - 併設中学校は経過措置としてあくまで暫定的に設置されたため、新たに生徒募集は行われず、在校生が2・3年生のみの中学校であった。
  - 旧制中学校3・4年修了者はそのまま旧制中学校4・5年生として在籍（ただし4年修了時点で卒業することもできた）。

高等女学校時代
- 1918年（大正7年）6月 - 飫肥町立飫肥高等女学校が開校。
- 1919年（大正8年）- 組合立飫肥高等女学校となる。
- 1924年（大正13年）- 南那珂十六ケ町村組合飫肥高等女学校となる。
- 1925年（大正14年）-  県立に移管し、宮崎県飫肥高等女学校となる。
- 1928年（昭和3年）- 宮崎県立飫肥高等女学校と改称。
- 1946年（昭和21年）4月 - 修業年限が5年となる（ただし4年修了時点で卒業することもできた）。
- 1947年（昭和22年）4月1日 - 学制改革（六・三制の実施）が行われる。
  - 高等女学校の募集を停止。
  - 新制中学校を併設し（以下・併設中学校）、高等女学校1・2年修了者を新制中学校2・3年生として収容。
  - 併設中学校は経過措置としてあくまで暫定的に設置されたため、新たに生徒募集は行われず、在校生が2・3年生のみの中学校であった。
  - 高等女学校3・4年修了者はそのまま高等女学校4・5年生として在籍（ただし4年修了時点で卒業することもできた）。

新制高等学校
- 1948年（昭和23年）4月1日 - 学制改革により、飫肥中学校と飫肥高等女学校の2校が統合され、新制高等学校「宮崎県立飫肥高等学校」が発足。
  - 通常制普通課程（後の全日制課程普通科）が設置され、男女共学を実施。
  - 旧制中学校・高等女学校の卒業者（5年修了者）を新制高校3年、4年修了者を新制高校2年生、併設中学校卒業者（3年修了者）を新制高校1年生として収容。
  - 旧2校の併設中学校も統合の上、「宮崎県立飫肥高等学校併設中学校」として存続。在校生が1946年（昭和21年）に旧制中等学校へ最後に入学した3年生のみとなる。
- 1949年（昭和24年）
  - 3月31日 - 併設中学校を廃止。
  - 4月1日 - 公立高等学校の再編により、宮崎県立吾田高等学校を統合し、農業課程（吾田校舎）とする。南郷分校が移管される。
- 1950年（昭和25年）
  - 1月1日 - 日南市の発足により、「宮崎県立日南高等学校」（現校名）に改称。
  - 4月1日 - 商業課程（後の商業科）と家庭課程（後の家政科）を新設。水産課程が分離し宮崎県立水産高等学校として独立。
- 1951年（昭和26年）
  - 1月 - 新図書館が完成。
  - 6月 - 農業課程が分離し、宮崎県立日南農林高等学校として独立。同時に南郷分校[1]を移管。
- 1954年（昭和29年）9月 - 台風により体育館が全壊。
- 1955年（昭和30年）- 商業科教室が完成。
- 1956年（昭和31年）10月 - 新体育館が完成。
- 1958年（昭和33年）6月 - 鉄筋コンクリート造の本館が完成。
- 1962年（昭和37年）- 鉄筋コンクリート造の校舎を増築。
- 1963年（昭和38年）
  - 2月 - 校旗を制定。
  - 3月 - プールが完成。
- 1970年（昭和45年）4月1日 - 宮崎県立日南振徳商業高等学校の新設に伴い、商業科の募集を停止。
- 1972年（昭和47年）3月31日 - 商業科を廃止。
- 1978年（昭和53年）3月 - 新体育館が完成。
- 1980年（昭和55年）4月 - 新管理棟が完成。旧管理棟を部室に改築。
- 1988年（昭和63年）3月 - EXCELSIOR（校訓）石碑を建立。
- 1991年（平成3年）3月 - 新弓道場が完成。
- 1992年（平成4年）5月 - セミナーハウス（研修施設）が完成。
- 1996年（平成8年）
  - 4月 - 家政科の募集を停止。
  - 9月 - 運動場の大規模改修工事を完了。
- 1998年（平成10年）3月31日 - 家政科を廃止。
- 2013年（平成25年）4月1日 - 普通科に探究科学コースを新設。
- 2014年（平成26年）3月 - 太陽光パネルを設置。
- 2020年（令和2年）創立100周年を迎える
- 2023年（令和5年）土曜講座の廃止を決定

## 学校行事
- 9月 - エクセルシア祭（体育の部・文化の部）
- 10月 - 無限会（強歩）

## 部活動
運動部
- 野球部
  - 春のセンバツ甲子園大会に2回出場（1963年〈第35回〉・1964年〈第36回〉）
  - 夏の甲子園大会に2回出場（1975年〈第57回〉・1986年〈第68回〉）
- 陸上部
- バスケットボール部
- バレーボール部
- ソフトテニス部
- サッカー部
- バドミントン部
- 弓道部
- 硬式テニス部
- 黒潮部（卓球部、ラグビー部）

文化部
- 吹奏楽部
- 美術部
- 書道部
- 科学部
- 家庭クラブ
- 放送部
- 学習研究部
- 音楽同好会

## 著名な出身者
- 鬼束ちひろ - シンガーソングライター
- MisaChi（久嶋美さち） - シンガー
- 丸山昇一 - 脚本家
- 紗池晃久[2] - 漫画家
- 酒井祐春 - 作詞家、代表作「宮崎県民歌」
- 外山斎 - 元参議院議員
- 髙橋透 - 日南市長
- 北川昌典 - 元衆議院議員、元日南市長
- 谷口義幸 - 元日南市長
- 西島英利 - 医師、元参議院議員
- 崎村忠士 - 元シナネンホールディングス社長、全国LPガス協会副会長
- DJ POCKY（本名:坂元誠一） - 九州地方で活躍しているディスクジョッキー、元エフエム宮崎アナウンサー
- 山田忠男 - 元プロ野球選手
- 甲斐和雄 - 元プロ野球選手
- 佐藤和史 - 元プロ野球選手
- ケムナブラッド誠 - プロ野球選手、広島東洋カープ
- 榎木田朱美 - テレビ宮崎アナウンサー

## アクセス
最寄りの鉄道駅
- JR九州 日南線 「飫肥駅」

最寄りのバス停
- 宮崎交通 「飫肥駅」バス停

最寄りの幹線道路
- 国道222号・宮崎県道432号元狩倉日南線「星倉一丁目」交差点

## 周辺
- 酒谷川
- 向原河川緑地
- 飫肥カトリック幼稚園
- 日南第一公園
- 竹香園（ちっこうえん）- 明治期の地元出身の貴族院議員、高橋源次郎の所有地であった場所を公園として整備したもの。